# Can Bruguera (Fogars de la Selva)
Can Bruguera és una masia del municipi de Fogars de la Selva (Selva) inclosa en l'Inventari del Patrimoni Arquitectònic de Catalunya.

## Descripció
Can Bruguera es tracta d'un mas de planta rectangular que consta de planta baixa i pis superior i que està cobert amb una teulada a dues aigües, desiguals, de vessants a laterals. El mas està ubicat en un terreny bastant irregular.
El mas està estructurat internament en tres crugies. En la planta baixa trobem tres obertures: al centre el portal d'arc de mig punt, equipat amb unes dovelles bastant barrueres i matusseres. El flanquejen dues finestres, una per banda, rectangulars. En el pis superior trobem tres obertures: al centre una petita finestra amb les impostes retallades en forma de quart de cercle i complementada amb un ampit bastant deteriorat. La flanquejen dues obertures, una per banda, totalment irrellevants, ja que no acumulen cap treball destacat.
Al marge de la teulada, la qual ha estat renovada i substituïda en un període relativament modern, la resta del mas es troba immers en un estat pèssim de conservació, com així ho acredita des de l'espessa vegetació i bardisses que cobreixen tot el mas, passant pel mas estat que presenten les estructures portants i fins a arribar a les múltiples clapes que afloren per tota la façana en què s'ha desprès l'arrebossat quedant a la vista la composició interna del mas a base de pedres fragmentades i blocs rústics de pedra manipulats a cops de martell i sense desbastar i treballar i tot lligat amb morter de calç i disposat sense cap ordre aparent.
Amb el pas progressiu del temps el mas ha experimentat diverses ampliacions localitzades bàsicament en la part posterior, fins al punt que han desembocat en la confecció de dues construccions diferents, amb accessos propis. El contrafort que apuntala tota l'estructura marca el punt d'inflexió entre les dues construccions.
Destacar a manera d'apunt dues petites construccions exemptes que es troben emplaçades en la pròpia finca: per una banda, ubicada en la part frontal del mas, a l'altre costat de la pista, hi ha una petita construcció que en antigor actuaria com a dependència de treball i que per tant estava relacionada amb les tasques agrícoles i del camp. Mentre que per l'altra, en la part posterior del mas trobem les restes vivents d'un antic pou el qual subministrava aigua al mas. Comparant fotografies antigues, com ara la de la fitxa del Servei de Patrimoni núm. 26.722, amb actuals ens adonem a simple vista que el pou presenta un estat de conservació molt dolent. Així està cobert per una espessa capa de malíicia i bardisses, i a més ha perdut part del seu coronament circular i simultàniament també ha perdut la seva funció primigènia de proporcionar aigua, ja que està completament abandonat.

## Història
El nom de Falgars apareix citat en un document de l'any 922 relacionat amb l'església parroquial de Sant Cypriani et Santa Justa in villa Falgars. Més endavant el terme passà a dependre dels vescomtes de Girona, després vescomtes de Cabrera. Amb la divisió provincial del 1833 el municipi entrà dins la província de Barcelona, sent l'únic de La Selva que pertany a aquesta demarcació.